# Häxan
Häxan (en danés: Heksen, lit. La bruja), conocida en español como La brujería a través de los tiempos, es una película muda sueco-danesa completada en 1920 y estrenada en 1922. Escrita y dirigida por Benjamin Christensen, el estilo documental de la película está dramatizado con secuencias de terror. Basado en parte en el estudio de Christensen del Malleus maleficarum, una guía alemana del siglo XV para los inquisidores, Häxan es un estudio de cómo la superstición y la incomprensión de las enfermedades mentales podrían conducir a la histeria de la caza de brujas.
Con la meticulosa recreación de Christensen de escenas medievales y el largo período de producción, Häxan fue la película muda escandinava más cara jamás realizada, con un costo de casi dos millones de coronas suecas. Aunque ganó elogios en Dinamarca y Suecia, la película fue prohibida en los Estados Unidos y fuertemente censurada en otros países por lo que se consideraba en ese momento representaciones gráficas de tortura, desnudez y perversión sexual.

## Trama

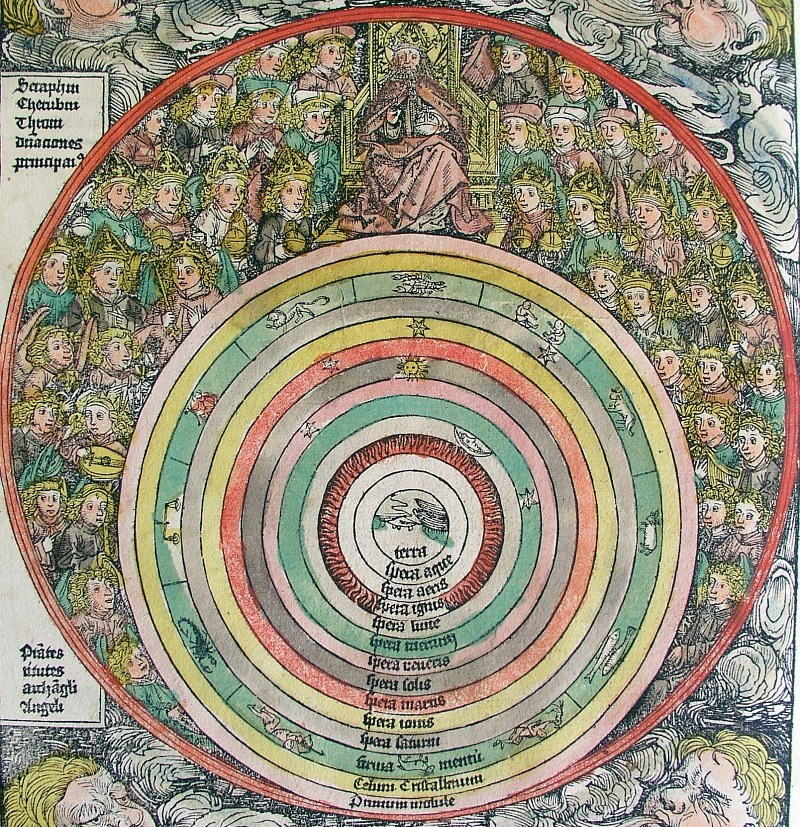
Este modelo geocéntrico del universo, similar a un modelo utilizado en la película, representa la Tierra en el centro del universo, rodeada de capas de aire y fuego, el sistema solar, las estrellas y, finalmente, Dios con coros de ángeles.

Formalmente, Häxan se encuentra dividida en siete capítulos, pero predomina el separado en cuatro partes temáticas.

### Parte I
Una disertación académica sobre las apariciones de demonios y brujas en la cultura primitiva y medieval, acompañado de una serie de fotografías de estatuas, pinturas y grabados en madera que se utilizan como piezas demostrativas. Además, se emplean varios modelos a gran escala para demostrar conceptos medievales de la estructura del sistema solar y la representación comúnmente aceptada del infierno.

### Parte II
Una serie de viñetas que demuestran teatralmente la superstición y las creencias medievales sobre la brujería, con la inclusión de Satanás (interpretado por el propio Christensen) tentando a una mujer dormida lejos de la cama de su marido antes de aterrorizar a un grupo de monjes. También se muestra una mujer comprando una poción de amor de una supuesta bruja, y una secuencia que muestra a una supuesta bruja soñando con volar por el aire y asistir a una reunión de brujas.

### Parte III
Una larga narración dividida en varias partes. Ambientada en la Edad Media, se trata de una anciana acusada de brujería por la familia de un moribundo. La narración se utiliza para demostrar el trato de las autoridades religiosas de la época a las presuntas brujas. La anciana, después de ser torturada, admite estar fuertemente involucrada en brujería, incluyendo descripciones detalladas del aquelarre, llegando incluso a "nombrar" a otras supuestas brujas, incluidas dos de las mujeres de la casa del moribundo. Finalmente, la esposa del moribundo es arrestada como bruja cuando uno de los clérigos la acusa de hechizarlo.

### Parte IV
La parte final de la película busca demostrar cómo las supersticiones de antaño se entienden mejor ahora. Christensen busca hacer la afirmación de que la mayoría de los acusados de brujería posiblemente eran enfermos mentales y, que en los tiempos modernos, ese comportamiento se interpreta como una enfermedad. Su caso gira en torno a viñetas sobre un sonámbulo y un cleptómano, lo que implica que estos comportamientos se habrían considerado como influenciados por demonios en la época medieval, mientras que las sociedades modernas los reconocen como dolencias psicológicas.

## Reparto
El elenco de Häxan incluye a:
- Benjamin Christensen, como el diablo;
- Ella la Cour, como la hechicera Karna;
- Emmy Schønfeld, como la asistente de Karna;
- Kate Fabian, como la solterona;
- Oscar Stribolt, como el monje gordo;
- Wilhelmine Henriksen, como Apelone;
- Astrid Holm, como Anna;
- Elisabeth Christensen, como la madre de Anna;
- Karen Winther, como la hermana de Anna;
- Maren Pedersen, como la bruja;
- Johannes Andersen, como Pater Henrik, juez de la bruja;
- Elith Pio, como Johannes, juez de la bruja;
- Aage Hertel, como un juez de la bruja;
- Ib Schønberg, como un juez de la bruja;
- Holst Jørgensen, como Ole Kighul;
- Clara Pontoppidan, como la hermana Cecilia, monja;
- Elsa Vermehren, como la monja flageladora;
- Alice O'Fredericks, como una monja;
- Gerda Madsen, como una monja;
- Karina Bell, como una monja;
- Tora Teje, como la mujer histérica;
- Poul Reumert, como el joyero;
- H.C. Nilsen; como el asistente del joyero;
- Albrecht Schmidt como el psiquiatra;
- Knud Rassow, como el anatomista.

## Producción
Después de encontrar una copia del Malleus maleficarum en una librería de Berlín, Christensen pasó dos años —de 1919 a 1921— estudiando manuales, ilustraciones y tratados sobre brujas y caza de brujas. Incluyó una extensa bibliografía en el programa original del estreno de la película. Tenía la intención de crear una película completamente nueva en lugar de una adaptación de ficción literaria, como era el caso de las películas de esa época. «En principio estoy en contra de estas adaptaciones [...] busco encontrar el camino hacia las películas originales.»
Christensen obtuvo financiación de la gran productora sueca Svensk Filmindustri, prefiriéndola a los estudios cinematográficos locales daneses, para poder mantener una completa libertad artística. Usó el dinero para comprar y renovar el estudio de cine Astra en Hellerup, Dinamarca. La filmación se llevó a cabo de febrero a octubre de 1921. Christensen y el director de fotografía Johan Ankerstjerne filmaron solo de noche o en un escenario cerrado para mantener el tono oscuro de la película. La posproducción requirió otro año antes de que la película se estrenara a fines de 1922. El costo total para el estudio Svensk Film, con la inclusión de la remodelación del estudio Astra , alcanzó entre los 1,5 y 2 millones de coronas, convirtiendo a Häxan en la película muda escandinava más cara de la historia.

## Lanzamiento
La película se estrenó simultáneamente en cuatro ciudades suecas: Estocolmo, Helsingborg, Malmö y Gotemburgo, el 18 de septiembre de 1922, algo inusual para Suecia en ese momento. El estreno danés se dio en Copenhague el 7 de noviembre de 1922. Fue reeditada en 1931 en Dinamarca con una introducción ampliada de Christensen. Los intertítulos también se cambiaron en esta versión. En 1968, Metro Pictures Corporation reeditó y relanzó Häxan en los Estados Unidos como Witchcraft Through the Ages. Había agregado una narración de William Burroughs y una partitura de jazz de Daniel Humair, que fue interpretada por un quinteto que incluía a Jean-Luc Ponty en el violín.

## Restauración y video dómestico
El Instituto Sueco del Cine ha llevado a cabo tres restauraciones de Häxan:
- 1976: restauración fotoquímica tintada.
- 2007: restauración fotoquímica tintada.
- 2012: restauración digital tintada.

La restauración de 1976 fue lanzada en DVD en los Estados Unidos y el Reino Unido en 2001 por Criterion y Tartan Video, con el nombre Witchcraft Through the Ages, mientras que la de 2007 fue lanzada en DVD en Suecia por el Instituto Sueco del Cine. En 2013, Criterion lanzó la restauración digital de 2012 exclusivamente por Blu-ray de Estados Unidos.

## Recepción

### Críticas iniciales
El académico James Kendrick escribió que los críticos iniciales de Häxan «se sintieron confundidos por [su] estética que traspasaba fronteras». Su contenido temático también generó controversias. Un crítico contemporáneo de Variety, por ejemplo, elogió la actuación, la producción y las muchas escenas de "horror puro" de la película, pero agregó que «aunque esta imagen es maravillosa, es absolutamente inadecuada para la exhibición pública». Un crítico de Copenhague también se sintió ofendido por «la crueldad satánica y pervertida que brota de ella, la crueldad que todos conocemos que ha acechado a las edades como una malvada bestia peluda, la quimera de la humanidad. Pero cuando sea capturada, déjela encerrada en una celda, ya sea en una prisión o en un manicomio. No dejen que se lo presente con música de Wagner o Chopin, [...] a hombres y mujeres jóvenes, que se han adentrado en el mundo encantado de un cine.» Por el contrario, un crítico del The New York Times escribió en 1929: «La imagen está, en su mayor parte, fantásticamente concebida y dirigida, manteniendo al espectador en una especie de hechizo medieval. La mayoría de los personajes parecen haber salido de pinturas primitivas.» La película también adquirió un estatus de culto entre los surrealistas, que admiraban mucho su subversión.

### Críticas modernas
En los años transcurridos desde su debut, Häxan ha sido considerado por críticos y académicos como la obra maestra de Christensen. En el agregador de reseñas Rotten Tomatoes, la película tiene actualmente una calificación de aprobación del 88%, con una calificación promedio de 7,4/10, basada en 17 reseñas. En PopMatters, David Sanjek escribió: «La manera deslumbrante en la que Haxan pasa de una conferencia ilustrada a una recreación histórica, a tomas de efectos especiales de brujas en sus escobas y a un drama de vestimenta moderno, señaló formas en las que el formato documental podría usarse de formas que otros no aprovecharían hasta años después en el futuro.» Peter Cowie argumentó de manera similar en Eighty Years of Cinema que estableció a Christensen como «un autor de imaginación poco común y con un estilo pictórico muy adelantado a su tiempo». Time Out London la denominó como «una mezcla extraña y bastante maravillosa de ficción, documental y animación». El crítico de cine Leonard Maltin le otorgó a la película tres de las cuatro estrellas posibles, calificándola de «visualmente impresionante» y «realmente aterradora». Además, elogió la actuación del director como Satanás. Aparece en el libro de referencias cinematográficas 1001 películas que hay que ver antes de morir, en donde James Kendrick dice que: «En parte ejercicio académico que relaciona antiguos temores con malentendidos sobre enfermedades mentales, y en parte película de terror salaz, La brujería a través de los tiempos es una obra única que aún posee la capacidad de inquietar, incluso en esta época hastiada.»

## Influencia
Häxan sería pionera en el uso de las brujas como villanas en las películas, costumbre luego continuada en el cine nórdico. Esto sería llevado a Hollywood, donde se vería a las brujas como representaciones femeninas malvadas y sensuales, encarnándose en los papeles de vamp de Theda Bara, entre otras. La compañía creada por Eduardo Sánchez y Daniel Myrick para producir The Blair Witch Project, recibió el nombre de Haxan Films, en honor a esta película.